# Parafia Najświętszego Serca Pana Jezusa w Kotowicach
Parafia Najświętszego Serca Pana Jezusa w Kotowicach – znajduje się w dekanacie Oława w archidiecezji wrocławskiej. Erygowana w 1964 roku.
Obsługiwana przez księży archidiecezjalnych. Jej proboszczem jest ks. mgr Wacław Strong RM.

## Parafialne księgi metrykalne
| Księgi metrykalne | Okres ewidencji |
| ----------------- | --------------- |
| chrztów           | 1964 -          |
| ślubów            | 1964 -          |
| zgonów            | 1964 -          |